# ViaSat-1
ViaSat-1 è un satellite per telecomunicazioni ad alto rendimento, di proprietà dell'impresa statunitense ViaSat e dell'impresa canadese Telesat.   
Il satellite, con una massa al lancio di 6.740 Kg, è stato costruito da Space Systems/Loral. Il lancio è stato effettuato il 19 ottobre 2011 dal Cosmodromo di Bajkonur con un razzo vettore Proton. Il satellite assicura copertura agli USA (compresi l'Alaska e le Hawaii) e al Canada.
Il satellite è stato posto in orbita geostazionaria con la longitudine di 115,1° Ovest; dato che la licenza per questa posizione orbitale appartiene in concessione all'Isola di Man, con cui è stato stipulato in accordo commerciale, è considerato anche il primo satellite dell'Isola di Man. Il satellite è dotato di 72 transponder operanti in Banda Ka; di questi, 63 sono gestiti da ViaSat e coprono gli USA, mentre i restanti 9 sono gestiti da Telesat e coprono le zone rurali del Canada.
Il satellite ha una durata programmata di 15 anni.